# چشمانت را بر من ببند
چشمانت را بر من ببند (به عربی: شيل عيونك عني) آلبومی از هنرمند اهل لبنان، نانسی عجرم است که در سال ۲۰۰۱ میلادی منتشر شد.